# (905) Universitas
(905) Universitas ist ein Asteroid des Hauptgürtels, der am 30. Oktober 1918 vom deutschen Astronomen A. Schwassmann in Hamburg-Bergedorf entdeckt wurde.
Der Name ist abgeleitet vom lateinischen Wort für Universität, womit im Speziellen die Universität Hamburg gemeint ist.